# Alfa Romeo Romeo
Alfa Romeo Romeo — серія фургонів марки Alfa Romeo, що випускалися в Італії з 1954 по 1983 рік. Компактний сімейний фургон названий Autotutto («all purpose») був вперше показаний фірмою Alfa Romeo в 1954 році. Лінійка фургонів Alfa Romeo проіснувала аж до 1983 року, а пізніше влилася в модельні ряди комерційних моделей брендів Fiat і Iveco.

## Історія

### Romeo (1954-1956)
Ця модель мікроавтобуса була представлена на Туринському автосалоні в 1954 році. З моменту запуску вона була доступна в численних версіях, панельному фургоні, скляному фургоні, мікроавтобусі та у формі шасі з кабіною, призначеного для спеціалізованих будівельників. Оснащений дефорсованим двигуном Alfa Romeo Giulietta (1954), 4-циліндровий Alfa Romeo об'ємом 1290 см3, що розвиває 80 к.с., але лише 35 к.с. у цій конфігурації, дозволив досягти 100 км/год. В якості опції пропонувався двоциліндровий двотактний дизельний двигун з компресором потужністю 30 к.с. Цей двигун не мав успіху через свою малу потужність і надмірний шум.

### Romeo 2 (1957-1966)

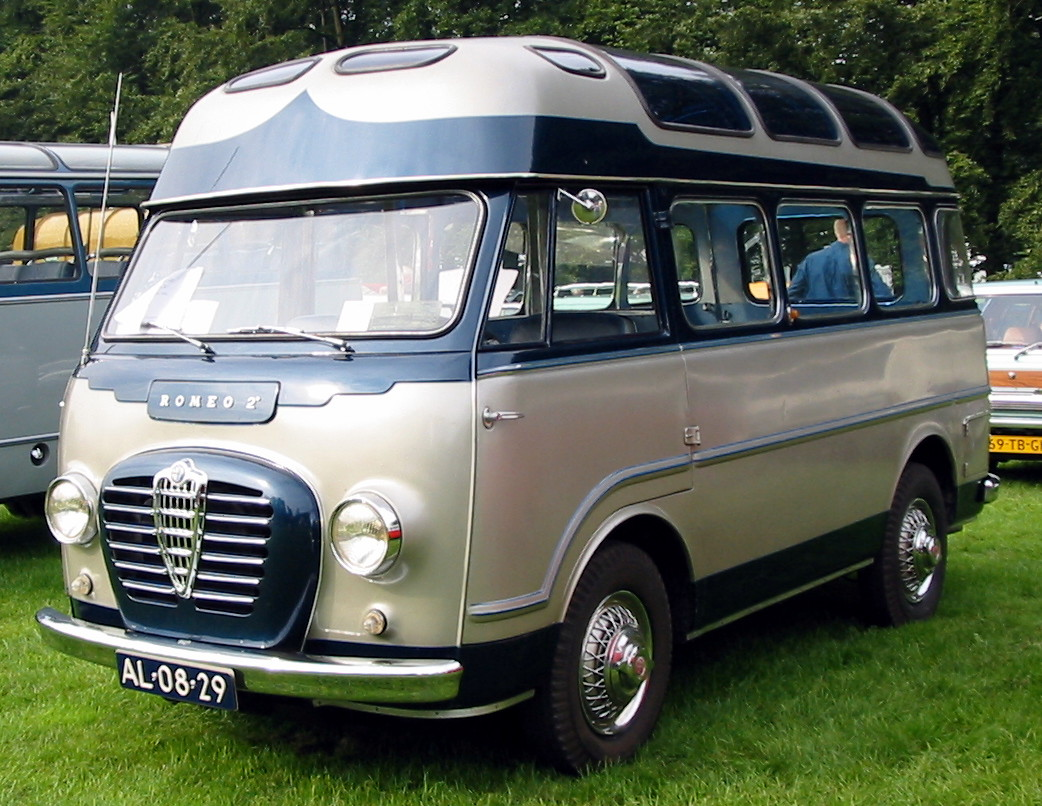
Alfa Romeo Romeo 2

Перша серія Romeo була замінена в 1957 році серією 2, Romeo 2. З цього приводу міланський виробник замінив коробку передач, яка походить від Giulietta і не дуже підходить для мікроавтобусів, на коробку передач ZF. Механіка, яка довела свою міцність і ефективність, залишилася незмінною. Саме цю версію вибрав іспанський виробник Fadisa для виробництва за ліцензією автомобіля, якого не було на іспанському ринку. Іспанська версія буде оснащена дизельним двигуном Perkins об'ємом 1621 см3.

### Romeo 3 (1966)
Третя серія Romeo, майже образливо названа «Romeo 3», виготовлялася лише 6 місяців у 1966 році. Вона зберегла всю механіку другої серії, але вирізняється лише невеликими вдосконаленнями, такими як гідравлічне зчеплення та внутрішня обробка, як-от більше зручні та регульовані сидіння.

### A11/F11 - A12/F12 (1967-1983)

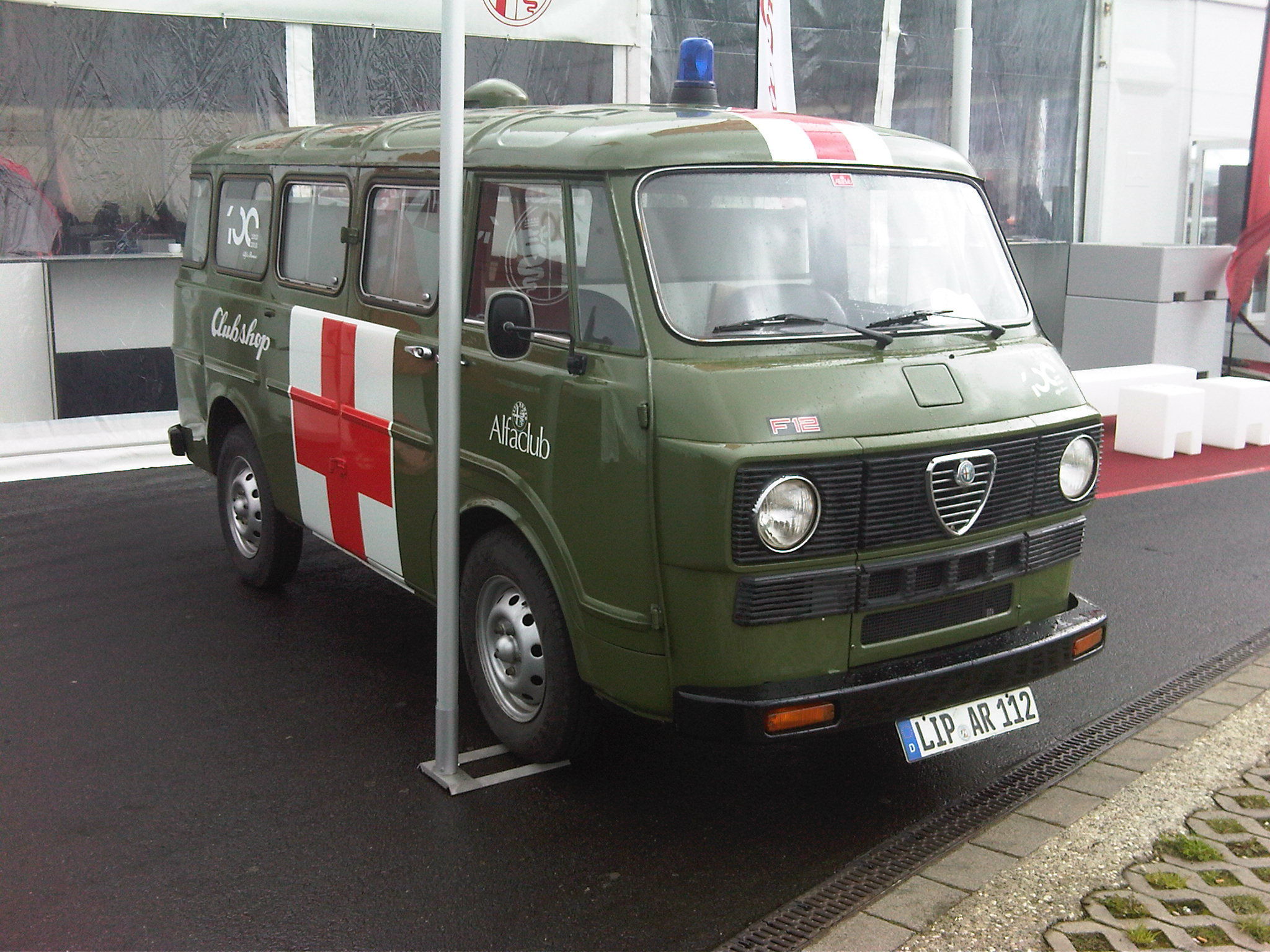
Alfa Romeo F12

З 1967 року у кодуванні легкових транспортних засобів Alfa Romeo A означає «Autocarro» — шасі, а F — «Furgone» — фургон. Число «11» або «12» означає корисне навантаження в центнерах, як прийнято в Італії.
Лінійка була випущена в 1967 році, оснащена єдиним бензиновим двигуном Alfa Romeo, створеним на основі двигуна Alfa Romeo Giulia, потужність якого була значно зменшена до 52 к.с. за DIN, щоб залишатися сумісним з потребами позашляховиків2.
З 1973 року, щоб задовольнити попит клієнтів, також пропонувався дизельний двигун Perkins об’ємом 1760 см3, потужністю 50 к.с.
Коробка передач була чотириступінчастою, а трансмісія передньопривідною. Гальма були дискові спереду і барабанні ззаду.
У 1986 році Alfa Romeo була продана групі Fiat. Виробництво серії A11/F11 - A12/F12 буде припинено в 1983 році. їм на зміну прийшла Alfa Romeo AR6.

## Двигуни
Alfa Romeo T10/Autotutto/Romeo/Romeo 2 (1954–1966)
- 1,290 см3 I4 35 к.с.
- 1,158 см3 I2 diesel 30 к.с.

Alfa Romeo F11/F12 A11/A12 (1966–1983)
- 1,290 см3 I4 52 к.с.
- 1,760 см3 Perkins 4.108 diesel 50 к.с.